# 115
115 је била проста година.

## Догађаји
- Цар Трајан је одсечен у јужној Месопотамији после инвазије на ту област.
- Трајан заузима партску престоницу Ктесифон.
- Побуна дијаспоре избија скоро истовремено у разним заједницама јеврејске дијаспоре на истоку царства, укључујући Египат, Либију и Кипар.
- Александрија у Египту је оштећена током јеврејско-грчких грађанских ратова. Марко Рутилије Лупус, римски гувернер, шаље Легију Деиотариану да заштити становнике Мемфиса.
- У Британији избија побуна; гарнизон у Еборакуму (Јорк) је масакриран.
- Пантеон Агрипе је реконструисан у Риму.
- Земљотрес уништио Апамеју и Антиохију у Сирији. Као кривца за несрећу оптужују хришчанског епископа светог Игњатија Антиохијског.
- На месту римског епископа Сикст наслеђује епископа Александра као седми епископ града Рима.

## Рођења
- Паусанија, грчки историчар и географ († 180)
- Шун оф Хан, кинески цар из династије Хан († 144.)

## Смрти
- Александар I, епископ Рима
- Дион Хризостом, грчки филозоф и историчар (рођен 40. н.е.)